# إزالة الشعر بالليزر

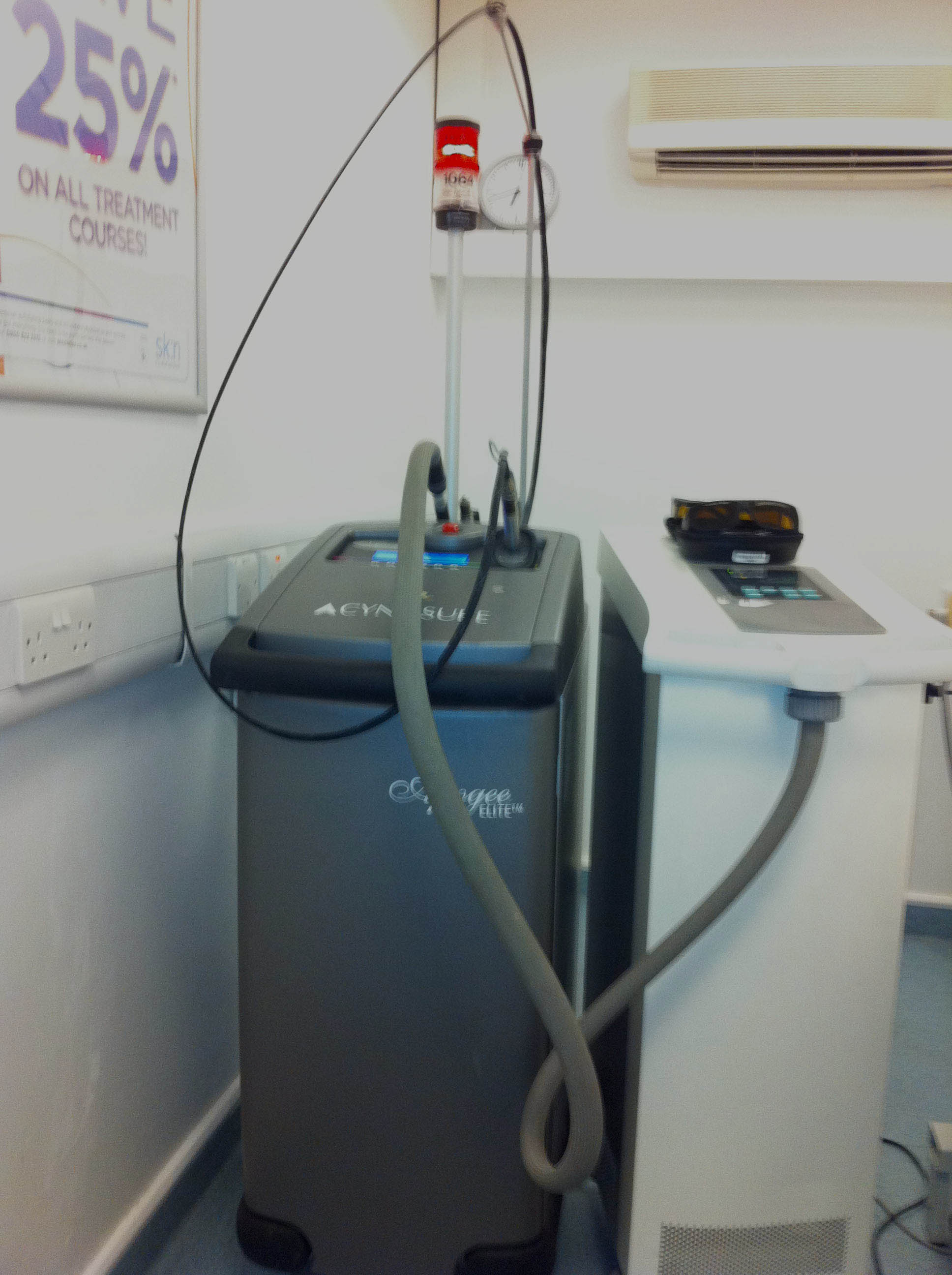
جهاز إزالة الشعر بالليزر عام 2011

إزالة الشعر عن طريق بالليزر أو كما يسمى أحياناً إزالة الشعر بطريقة دائمة  تمّ إجراءه بشكل تجريبي لنحو 20 سنة قبل أن يصبح متاح تجارياً في منتصف التسعينات. كتب فريق من مستشفى ماساتشويتس أول مقالة نُشرت تصِف هذا المنتج عام 1998م. والآن أثبت فعاليته وأصبح متعارف عليه في طب الجلد المجتمعي، وأصبح يُمارس على نطاق واسع في العيادات وحتى أيضاً في المنازل باستخدام أجهزة مصممة للمستهلك للعلاج الذاتي. وقد تمّ نشر العديد من وسائلها وسلامتها ومدى فعاليتها في المطبوعات والوثائق في طب الجلد.

## آلية العمل
المبدأ الأساسي وراء إزالة الشعر عن طريق الليزر هو عملية تدعى (selective photothermolysis) الحرارة المنبعثة من الضوء، بالتوافق بين طول موجة محددة من الضوء ومدة النبضة للحصول على تأثير أفضل على الأنسجة المستهدفة مع تأثير ضئيل على الأنسجة المحيطة. قد يُسبب الليزر أضراراً موضعية عن طريق تسخين المنطقة المطلوب إزالة الشعر منها، التصبغات الجلدية (بسبب زيادة مادة الميلانين), أو المسام في حين لا تقوم بتسخين بقية الجلد. ويتم امتصاص الضوء بواسطة أجسام مظلمة حتى يتسنى للمادة الداكنة امتصاص طاقة الليزر، ولكن مع سرعة وكثافة أكبر. هذه المنطقة المستهدفة أو التي تحمل اللون (التصبغات الجلدية) تحدث بشكل طبيعي أو مصطنع.
تعتبر مادة الميلانين حاملة اللون الأساسية لجميع أجهزة إزالة الشعر بالليزر الموجودة حالياً في الأسواق. يوجد الميلانين بشكل طبيعي في الجلد ويعطي الجلد والشعر لونهما. هنالك نوعان من الميلانين في الشعر (Eumelanin) الذي يعطي الشعر اللون البني أو الأسود، بينما (pheomelanin) يعطي اللون الأشقر أو الأحمر. الشعر ذو اللون الأسود أو البني هو الوحيد الذي يمكن إزالته بسبب الامتصاص الانتقائي للفوتونات من ضوء الليزر، يعمل الليزر بشكل أفضل مع الشعر الغامق الخشن. تُعد البشرة الفاتحة والشعر الغامق مزيجاً مثالي، كونهُ الأكثر فعالية وإعطاء نتائج أفضل، ولكن أجهزة الليزر المتقدمة قادرة الآن على استهداف الشعر الأسود الغامق لذوي البشرة السمراء بشكل أكثر فعالية.
تمّت الموافقة على إزالة الشعر بالليزر في الولايات المتحدة الأمريكية عام 1997م من قِبل هيئة الغذاء والدواء FDA)) لتقليل الشعر الدائم، حيث تمّ تعريفه بأنه التقليل لعدد الشعيرات في الجسم على فترة طويلة المدى من العلاج، في الواقع قد عانى العديد من المرضى عودة نمو الشعر بشكل كامل في المناطق التي تم علاجها في السنوات التي أعقبت الجلسة الأخيرة للعلاج. وهذا يعني بالرغم أن العلاج بالليزر مع هذه الأجهزة سوف يقلّل العدد الإجمالي لشعر الجسم، إلا أنه لن ينتج عنها إزالة جميع الشعر بشكل دائم.
لقد أصبحت إزالة الشعر بالليزر أكثر انتشار بسبب سرعته وفعاليته، بالرغم من أن مدى فعاليته تعتمد على مهارة وخبرة مُشغل جهاز الليزر، واختيار وتوفر تقنيات الليزر المختلفة المستخدمة لهذا الإجراء. ويحتاج البعض إلى بعض الرتوش، وخاصة في المناطق الكبيرة، أي بعد الجلسات 3-8 الأولية من العلاج. وقد لوحظ أن بعض الأشخاص لا يستجيبون للعلاج وهذا يحدث عندما يتم استخدام الجهاز بطريقة غير صحيحة، أي أن يكون الجهاز مضبوط على معايير ضعيفة أو أن العلاج ببساطة غير مناسب للمريض.

## مقارنة بين أجهزة التحليل الكهربائي وأجهزة الليزر
التحليل الكهربائي هي طريقة أخرى لإزالة الشعر إذ تمّ استخدامها لأكثر من 135 سنة حيث أنه يُعد في الوقت الحالي الخيار الدائم والوحيد لإزالة الشعر الناعم وفاتح اللون. تسمح هيئة الغذاء والدواء باستخدام مصطلح إزالة الشعر بشكل دائم فقط لوصف جهاز التحليل الكهربائي. خلافاً لأجهزة إزالة الشعر بالليزر، ويمكن استخدام أجهزة التحليل الكهربائي لإزالة 100% من الشعر حيث أنه فعّال على جميع ألوان الشعر.
وتوصلت دراسة أجريت في عام 2000م في مركز (ASVAK) لليزر في أنقرة بتركيا بعد مقارنة بين ليزر ألكسندريت (alexandrite laser) وبين أجهزة التحليل الكهربائي لإزالة الشعر على 12 مريض بأن الليزر أسرع 60 مرة في إزالة الشعر وأقل ألماَ وأكثر فاعلية من أجهزة التحليل الكهربائي.

## تنظيم وتشريع المهنة
في بعض البلدان – بما فيها الولايات المتحدة الأمريكية – يُعد إزالة الشعر إجراء غير منظم يمكن لأي شخص القيام به. ففي بعض المراكز يمكن فقط للأطباء والممرضين الذين يعملون تحت إشراف طبيب القيام به، بينما في بعض الحالات الأخرى يشمل التصريح المختصين المرخص لهم مثل: الممرضين العاديين، ومساعدي الأطباء، وخبيرات التجميل. قرّر مجلس إدارة ولاية فلوريدا للطب أن استخدام أشعة الليزر وأجهزة الليزر وأجهزة الضوء النابض المكثف تعتبر من ممارسات الطب، وينحصر استخدامها على الأطباء، أو مساعد طبيب يعمل تحت إشرافه أو ممرض ممارس متقدم مسجل يعمل بموجب تصريح من قبل الطبيب.
ولكن توجد الآن اجهزة للاسخدام المنزلي سهلة الاستخدام مثل جهاز تريا الأمريكي

## معايير الليزر التي تؤثر على النتائج
قد استخدمت عدة موجات من الليزر لإزالة الشعر، بدءاً من الضوء المرئي وحتى الأشعة تحت الحمراء التي تُعرف بـ (lasing medium) المستخدمة لإنشاء طول الموجة، ويقاس بالنانومتر (NM).
يُعد عرض النبضة أو (مدتها) من الاعتبارات المهمة، فكلما ازداد طول الموجة كلما كانت أكثر أماناً على البشرة الداكنة، في حين إذا كانت الموجات أقصر كانت أكثر فاعلية في إضعاف بصيلات الشعر. ويعتقد أن معدل التكرار يكون له تأثير تراكمي، استناداً على مفاهيم فترة الاسترخاء الحراري (thermal relaxation time) هي مدة برودة الأنسجة المجاورة للمنطقة التي يتركز عليها ضوء الليزر. يمكن أن يزيد تصويب الليزر مرتين أو ثلاث في نفس المنطقة مع الوقوف بين كل نبضة تدفئة تلك المنطقة، وقد يزيد من معدل القضاء على الشعر في كل جلسة.
يؤثر حجم البقعة أو عرض شعاع الليزر على العلاج. نظرياً، يجب أن يكون عرض حزم شعاع الليزر المثالي حوالي 4 مرات مقابل عمق المنطقة المستهدفة، ويكون حجم بقعة الليزر بحجم اصبع اليد (18-8 ملم) فكلما زاد حجم حزمة الليزر كلما ساعد على اختراق البشرة بشكل أعمق وزاد من سرعة العلاج وفاعليته.
يُعد مستوى الطاقة أيضاً عاملاً مهماً، ويقاس التدفق الإشعاعي بالجول لكل سنتيمتر مربع. إنه لمن المهم الحصول على علاج في إعدادات عالية بما يكفي لتسخين بصيلات الشعر لمنعها من النمو مجددا.
وقد تم تحديد درجة التبريد للبشرة للسماح لتدفّق الشعاع بشكل أكبر ولتقليل الألم والأعراض الجانبية وخاصةً لأصحاب البشرة السمراء وقد تم تطوير 3 أنواع من التبريد:
- تبريد الملامسة: من خلال نافذة تبرد عن طريق الماء أو مبرد داخلي آخر.
- رذاذ الكريوجين: يرش بشكل مباشر على البشرة قبل أو بعد نبض الليزر.
- التبريد بالهواء: بالهواء البارد في درجة حرارة 34 درجة.

## عدد الجلسات
وقد ثبت أن الجلسات المتعددة تعتمد على نوع الشعر ولون البشرة للحدّ من نمو الشعر على المدى الطويل، معظم المرضى بحاجة إلى سبع جلسات على الأقل، المعايير الحالية تختلف من جهاز إلى آخر ولكن يوصي المصنعين والأطباء عموماً بالانتظار من 3-8 أسابيع وهذا يعتمد على المنطقة المراد علاجها، تعتمد عدد الجلسات على معايير مختلفة بما في ذلك مكان المنطقة المعالجة، لون البشرة، خشونة الشعر، أسباب غزارة الشعر ونوع الجنس. الشعر الداكن الخشن على بشرة بيضاء هو الأسهل في العلاج، وقد تتطلب بعض المناطق في الجسم (وخاصة وجه الرجل) عدة جلسات للتوصل إلى النتائج المرجوة. ينمو الشعر في عدد من المراحل (طور النمو، طور الانتهائي (التساقط), فترة التراجع للشعرة) ويمكن لليزر التأثير فقط على بصيلات الشعر النشطة (طور التنامي). وبالتالى، فالشعر بحاجة لعدة جلسات للقضاء على الشعر في جميع مراحل نموه، وتُحل هذه المشكلة بمواعيد متباعدة عن بعضها بما يكفي لتبدأ بصيلات الشعر بالنمو مرة أخرى. لا يعمل الليزر بشكل جيد إذا كان الشعر فاتح اللون، أحمر، رمادي أو الشعر الأبيض وكذلك الشعر الناعم من أي لون مثل الزغب. بالنسبة لأصحاب البشرة السمراء والشعر الداكن اللون ليزر (Nd:YAG) ذا الموجة الطويلة مع طرف تبريد يمكن أن يكون أكثر أماناً وفاعلية عند استخدامه من قِبل طبيب ذو خبرة.

## الاستخدامات الأخرى
إزالة الشعر بالليزر هو علاج فعال لالتهاب جريبات الذقن الكاذب [الإنجليزية] ما يسمى بالاسم الشائع (الشعر الذي ينمو للداخل). حيث اشتهر مؤخراً أنه علاج مفيد (للأكياس الشعرية أو الناسور الشعري) لأنها تقضي على الشعر الذي ينمو داخل الجلد مما ينتج عنه ردود فعل مزعجة لجسم غريب في هذا الداء الخلقي.

## سلبيات إزالة الشعر بالليزر
أهم سلبيات إزالة الشعر بالليزر:
- الشعر الأشقر والأبيض أقل استجابةً لهذه الطريقة مقارنة بالشعر الأسود.
- أصحاب البشرة الداكنة لا يستجيبون للعلاج بشكل مثالي.
- قد تحدث تأثيرات جانبية مثل الألم وتهيج الجلد والعدوى.
- من المحتمل حدوث وذمات وفقاعات أو تقشر في الجلد.

## الآثار الجانبية والمخاطر
قد تحدث بعض الآثار الجانبية الطبيعية بعد العلاج بالليزر، بما في ذلك الحكة، والاحمرار، والتورم حول المنطقة المعالجة، ونادراً ما تستمر هذه الآثار الجانبية أكثر من ثلاثة أيام. وتغير في صبغة الجلد هي أكثر هذه الآثار الجانبية الخطيرة شيوعاً.
إن مستوى الألم أمر متوقع خلال فترة العلاج، تتوفر كريمات التخدير في معظم العيادات، وأحياناً تستدعي دفع مبلغاً إضافياً، وهنالك كريمات تخدير متاحة دون الحاجة إلى وصفة طبية. يجب تجنّب استخدام كريمات التخدير قوية التأثير على مناطق كبيرة من الجلد المعالَجة في وقت واحد وهذا يضر بشكل خطير وقد يؤدي للوفاة. فعادةً يتم وضع هذا الكريم لحوالي 30 دقيقة قبل البدء بالإجراء، قد يساعد تبريد المنطقة بالثلج على تخفيف الآثار الجانبية بشكل أسرع. الآثار الجانبية غير المرغوب فيها مثل قصور أو فرط في التصبغ أو في الحالات القصوى حروق الجلد تدعو إلى إجراء تعديلي في اختيار نوع الليزر. قد تتضمن المخاطر حدوث حروق في الجلد أو تغيير في لون الجلد، نقص التصبغ (بقع بيضاء), حب الشباب المتهيج، وتورّم حول بصيلات الشعر، تشكّل قشور أو العدوى. ويمكن الحد من هذه المخاطر عن طريق العلاج بالليزر المناسب المستخدم بإعدادات تلائم نوع البشرة والمنطقة المراد علاجها.
قد تظهر لدى بعض المرضى آثار جانبية من الحساسية تجاه أي هُلام لإزالة الشعر المستخدم مع أنواع معينة من الليزر أو كريمات التخدير، ومن الآثار الجانبية النادرة التقرحات، الندوب وتغير في نسيج الجلد.